# Alan Smith
Alan Smith (Leeds, 28 de outubro de 1980) é um ex-futebolista inglês que atuava como meio-campista.
Iniciou atuando como atacante pelo Leeds United, mas graças à sua versatilidade, David O'Leary, seu treinador na época em que jogava no Leeds, o escalou como meia em alguns jogos, tornando essa sua principal função mais tarde no Manchester United. Smith era conhecido por suas divididas duras e por sua grande determinação em campo, chegando até a ter atuado como volante.

## Carreira

### Leeds United
Smith começou sua carreira no Leeds United, time de sua cidade natal e, em sua estreia, logo na sua primeira jogada, marcou um gol contra o Liverpool. Logo ele se tornou uma peça importante de seu time, que alcançou as semifinais da Liga dos Campeões da UEFA de 2000–01. Suas boas atuações logo o levaram à Seleção Inglesa, fazendo sua estreia em maio de 2001, num amistoso contra o México. No entanto, o treinador Sven-Göran Eriksson não o convocou para a Copa do Mundo FIFA de 2002.
Logo Smith virou um herói para os torcedores do Leeds por sua disposição, sempre dando o máximo de si para ajudar o clube, o que lhe rendeu dois prêmios seguidos de "Jogador do Ano dos Torcedores" em 2003 e 2004, um recorde no clube.
Mas, com a sua transferência para o Manchester United, rival dos Leeds, após o seu time ser rebaixado em 2004, Smith foi considerado um traidor pelos torcedores, principalmente graças a suas declarações anteriores de que nunca jogaria pelo Manchester United. Com a situação precária financeira do Leeds, Smith não cobrou do clube algumas dívidas que o clube tinha com ele e repassou suas luvas contratuais do Manchester United ao mesmo, mas isso não foi suficiente para conter a fúria da torcida.

### Manchester United

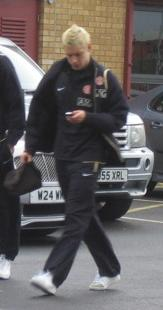
Alan Smith na chegada de um treino no Manchester United

Smith foi contratado pelo Manchester United por 7 milhões de euros. Marcou seu primeiro gol logo na estreia, mas não evitou a derrota para o Arsenal. Em seguida o atacante sofreu uma lesão logo na sua primeira temporada, não obtendo sucesso em se firmar como titular absoluto. Ainda assim, marcou 10 gols.
Em 2005, Alex Ferguson o apontou como sucessor de Roy Keane no meio campo do Manchester United, e com a lesão de Keane, Smith teve a chance de provar isso. Teve pontos altos e baixos em suas primeiras partidas, recebendo criticas, inclusive de Keane, mas também tendo performances dignas de elogios.
O jogador ganhou de vez o coração dos torcedores de seu time ao recusar ir para a Seleção para melhorar a sua forma física com o time reserva. No entanto, sofreu uma lesão muita séria em uma partida contra o Liverpool, pela Copa da Inglaterra, ao travar um chute do lateral John Arne Riise. Ficou no departamento médico por menos tempo do que o esperado, assim como seu companheiro de time Wayne Rooney, que, assim como Smith, teve uma "recuperação milagrosa". Depois disso, disse que não jogaria mais pelo Manchester United.

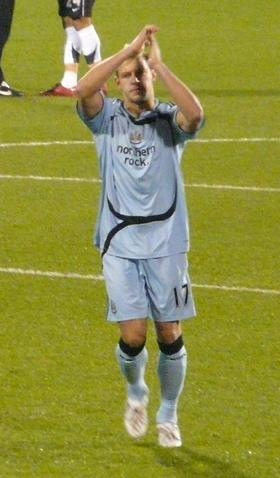
Alan Smith saindo aplaudido pelos torcedores do Newcastle

### Newcastle
No dia 3 de agosto de 2007, Smith transferiu-se pelo Newcastle como uma das primeiras contratações do recém-chegado técnico Sam Allardyce, por cerca de 9 milhões de euros. Marcou um gol em sua estreia, em um amistoso contra a Sampdoria, mas desde então não conseguiu repetir o feito, não tendo marcado um gol sequer em uma competição oficial pelo clube.
Em maio de 2009, num jogo contra o Aston Villa, Smith perdeu um gol crucial e o Newcastle foi rebaixado pela segunda vez em sua carreira.
No ano seguinte foi escolhido como vice capitão, mas atuou como capitão em quase todas as partidas, se tornando uma peça muito importante para o time desde então como volante. O jogador conseguiu dar a volta por cima junto com o clube, levando-o de volta à Premier League.
O técnico Chris Hughes escalou Smith como titular nos primeiros confrontos na temporada seguinte, mas devido à uma queda de rendimento, passou a primeira metade da temporada atuando em jogos menos importantes ou como opção no banco de reservas. Em janeiro de 2011 lesionou-se seriamente após ser atingido no tornozelo por Kieran Richardson, em um clássico contra o Sunderland. Smith apenas atuou novamente nos minutos finais do último jogo da temporada, contra o West Bromwich.
Com poucas aparições durante a temporada 2011–12, Smith fez um pedido de transferência ou empréstimo para que pudesse jogar e foi emprestado ao Milton Keynes Dons, da EFL Championship (segunda divisão do futebol inglês).

## Títulos
Leeds United
- FA Youth Cup: 1996–97

Manchester United
- Premier League: 2006–07

Newcastle
- EFL Championship: 2009–10

### Prêmios individuais
- Jogador do mês da Premier League: agosto de 2000